# Landhaus Franz Hartung
Das Landhaus für den Kaufmann Franz Hartung, auch Tobollik-Villa, liegt in der Straße Altfriedstein 6 im Stadtteil Niederlößnitz der sächsischen Stadt Radebeul. Es wurde in den Jahren 1909/1910 auf einem der hochgelegenen, nördlichen Bauplätze der Villenkolonie Altfriedstein durch den Dresdner Architekten Richard Aurich errichtet.

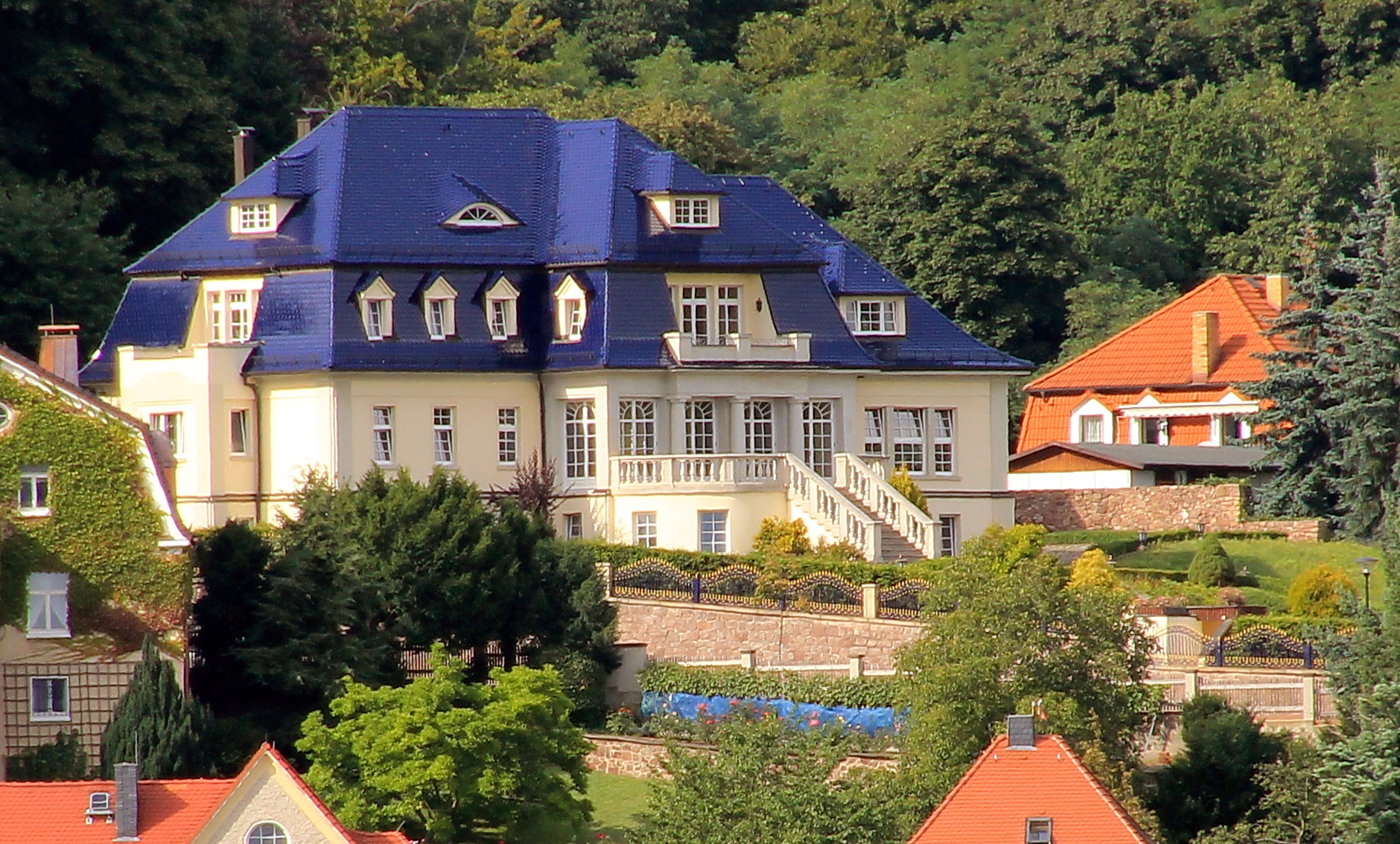
Landhaus Franz Hartung

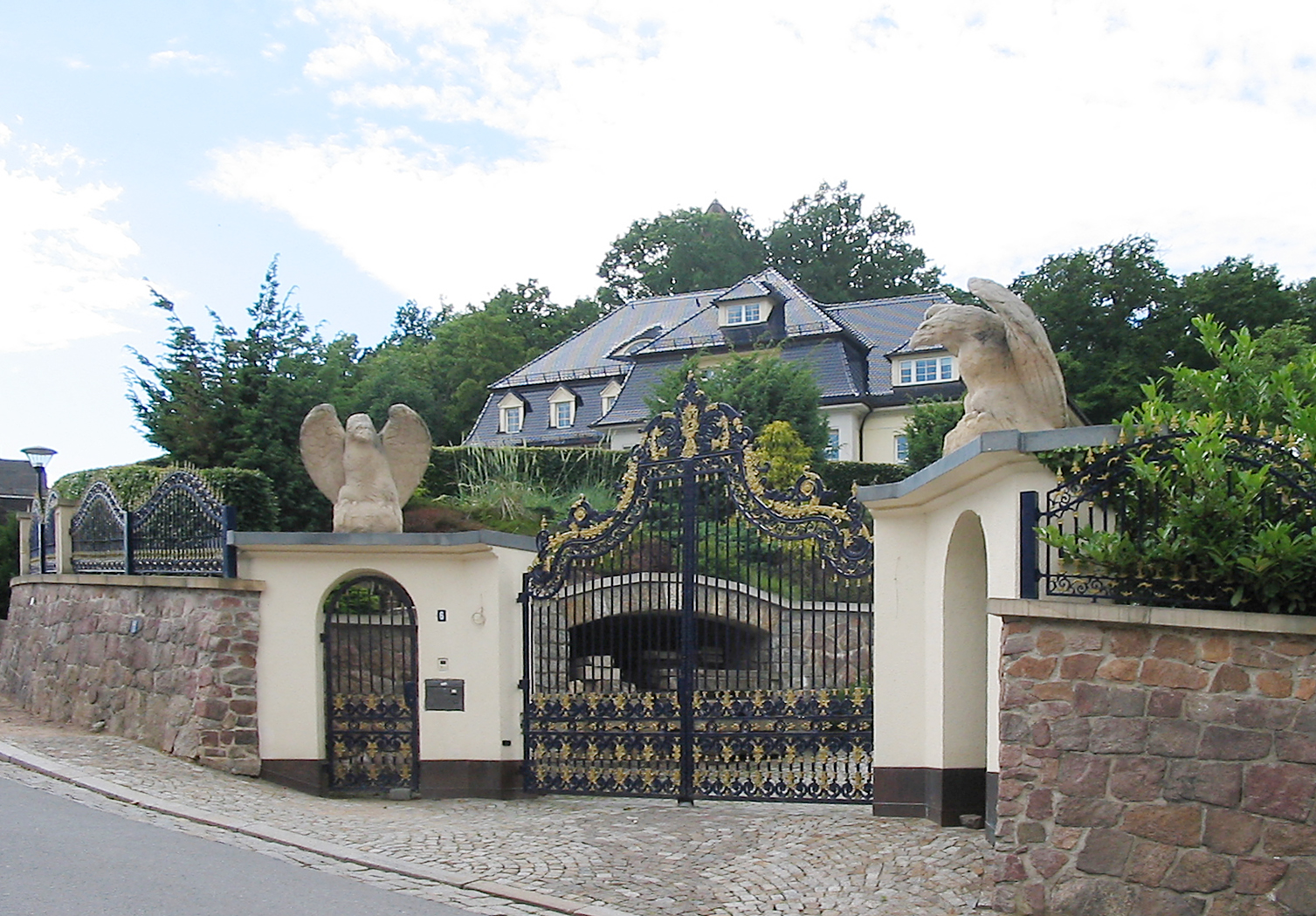
Landhaus Franz Hartung, Toranlage

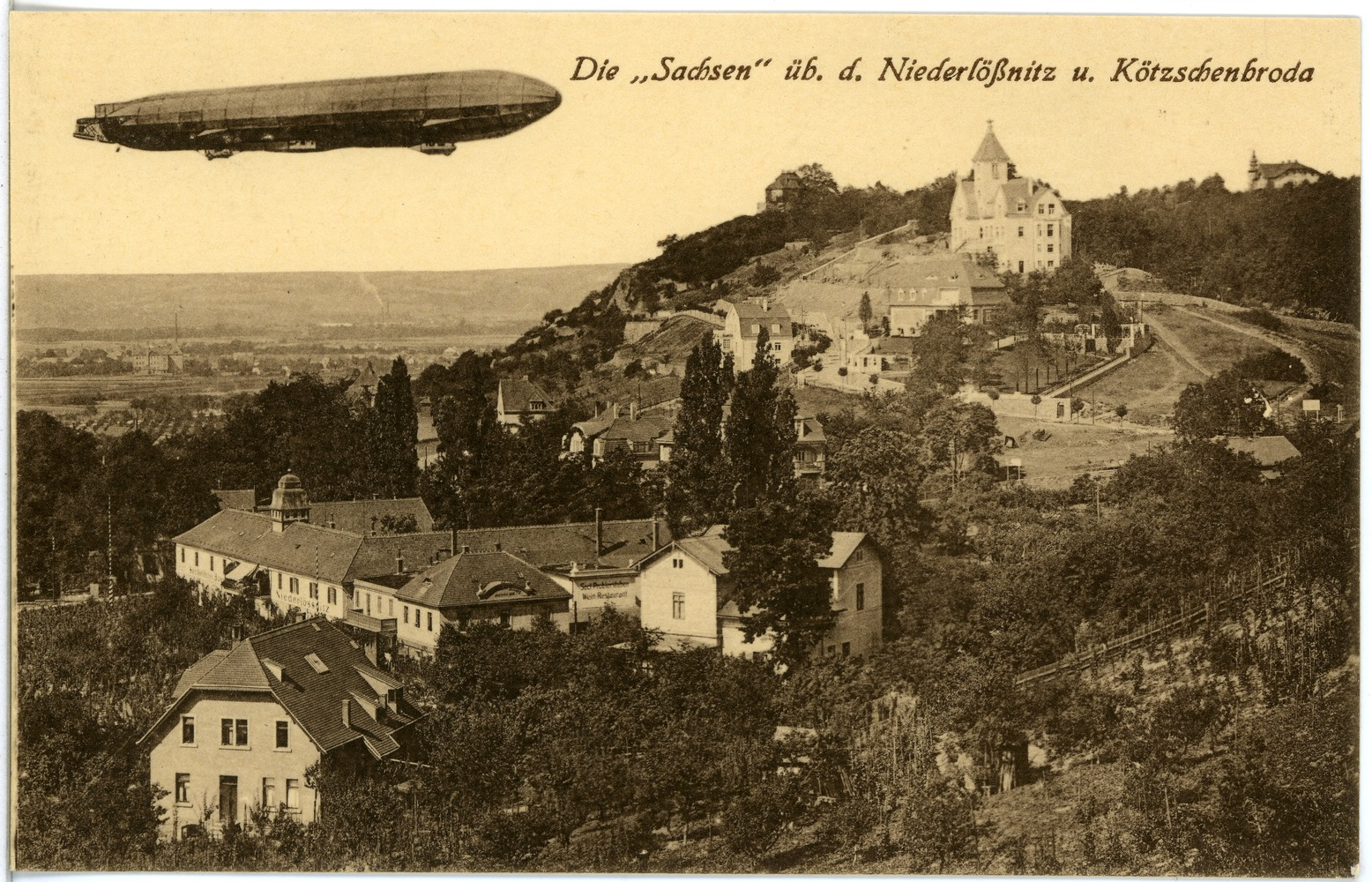
Landhaus Franz Hartung (1914) unterhalb der Meyerburg

## Beschreibung
Kurz nach der Entstehung der als Planstraße A (heute Straße Altfriedstein) festgelegten Erschließung des nördlichen Bereichs der Villenkolonie entstand das ohne Außenanlagen und Tor unter Denkmalschutz stehende Landhaus auf drei Parzellen östlich unterhalb des zwei Jahre später errichteten, das Areal beherrschenden Landsitzes Meyer. Das Grundstück liegt innerhalb des Denkmalschutzgebiets Historische Weinberglandschaft Radebeul.
Das Landhaus steht am oberen Ende einer geschwungenen Auffahrt, die durch eine große Toranlage, bewacht von zwei Adlern, zu erreichen ist. Das eingeschossige Gebäude steht auf einem hohen Souterrain und hat ein hohes, ausgebautes blaues Mansarddach. Das Ursprungsgebäude hat eine „gemäßigt malerische[…] Ausbildung mit stilistischen Anklängen an die Architektur um 1800.“ In den Jahren 1935/1936 entstand auf der rechten Seite der Hauptansicht durch den Chemnitzer Architekten A. G. Oehme ein großer Anbau mit zwar gleicher Traufhöhe, jedoch einem Walmdach von geringerer Firsthöhe.
Etwa mittig in der Hauptansicht steht ein Risalit mit einer Loggia mit Freitreppe zum Garten sowie einem säulengestützten Söller mit Austritt aus dem Dachausbau.
Heute befinden sich in dem Wohnhaus fünf Wohnungen; die Gesamtwohnfläche des Landhauses beträgt 675 m².